# 美內鈴惠
美內鈴惠（日语：／ Miuchi Suzue，1951年2月20日—），本名西尾鈴江，生于大阪府大阪市西區。日本知名漫畫家，代表作有《玻璃假面》（日语：ガラスの仮面）等。曾获得第6届講談社漫画賞少女部門与第24届日本漫画家協会賞優秀賞奖励。